# 2025年4月宽柔中学古来分校校园不雅照事件
2025年4月，马来西亚柔佛古来的宽柔中学古来分校爆发学生利用深伪技术（Deepfake）合成，并在网络上售卖女同学不雅照片，以及性骚扰事件。此事件也被部分媒体称为“大马版N号房”，将其与韩国臭名昭著的性剥削案件“N号房事件”相提并论。这起事件掀起了社会关注，也引发了一系列的连带效应。多名学生与校友通过社交媒体分享遭师长羞辱、权力打压等经历。柔佛总警长古玛表示，受害者大多为校友，介于16岁至20岁。此事件涉及多达30到40人，其中年纪最小者为一名仅14岁的在籍学生。

## 背景
事件背景是因1名女学生在社交平台揭露，有多名在籍女学生和已毕业女校友的照片遭一名男学生盗用，并通过人工智能软件生成不雅照片。从受害者的叙述与社交媒体上的帖文得知，不法分子利用聊天软件Telegram、X（前身为推特）及脸书Messenger，以“宽中”命名他们所创立的色情群组，并以每张2令吉出售和散播不雅照。

## 发展
柔佛州总警长古玛于4月9日发文告表示，警方4月3日接获一名18岁女学生报案，指控有人将她的照片深伪成裸照，在网上散播及出售。据警方了解，该名男嫌犯是从受害者的社交媒体帐户获取照片，然后使用人工智能技术进行编辑，并以每张2令吉出售。4月8日，古来警区商业罪案调查组在当地锁定并逮捕了一名16岁男学生，该名男学生当时正在古宽就读。
4月10日，柔佛州教育局针对此事以展开调查，并于该日上午召开闭门会议，以深入了解事件始末。
现任通讯部副部长张念群也与士乃州议员黄勃扬，陪同其中23名受害者前往古来警局报案。4月12日，她也陪同其中6名受害者召开新闻记者会。
4月23日，涉案的16岁嫌犯被押至古来推事庭面控。他承认持有相关猥亵物品，但否认参与制作儿童色情物。被告人抵触了马来西亚《刑事法典》第292 (a)（持有任何淫秽物品）条文，以及《2017年儿童性侵法令》第5条文（制作、生产、执导、参加、参与或涉及儿童色情物品），共面对2项控状。

## 校方反应
4月8日，校方在面子书（Facebook）发布声明，指近日接获举报，有匿名者在网络媒体传播该校学生及校友的合成不雅照片，对受害者造成极度的伤害，受害者已向警方报案。该声明校方在接获投报时，立刻展开内部调查机制，并全力配合警方的调查工作。
有人在网上声称校方对学生的投报冷处理，仅给予涉事的男同学记两个小过的处分，引起网民广泛讨论。校方表示没有接获学生投报，且没有对任何学生采取记过处分。4月10日，学校董事会表明，校方依据校规以开除涉案高二学生，否认外界所谣传校方仅记两个小过。
古宽校方表示，涉案高二学生已被开除学籍。该校董事会也否定了网络上对该校训导处助理主任王建杰的言论，是不确实，且被曲解或断章取义。董事会也表示将会积极揪出网络匿名帐号“李小白”对多位校友进行骚扰及散播合成不雅照事件，积极配合警方的调查。

#### 校长辞职
4月12日，时任宽柔中学古来分校校长颜壮志向宽柔中学董事会呈辞，并与4月17日通过。校方表示已成立由5人组成的独立调查小组负责处理，同时将依据既定程序，安排校务过渡及后续领导层接任事宜。
5月15日，宽柔中学董事长童星存宣布，空缺的校长职位将由新山宽柔中学副校长吴坤达接替。

## 社会反应
通讯部副部长张念群呼吁，私立教育机构应尽快制定，并完善处理性骚扰与性侵案件的标准作业程序（SOP），以避免受害者遭遇二次伤害。
防范罪案基金会柔佛州分会主席拿督郑修强指出，宽柔中学古来分校女学生遭深伪技术合成制作不雅照事件闹开后，陆续有其他学校的学生也站出来说出遭性骚扰的问题，引发新一轮的Me Too风暴，并鼓励受害者勇于投报，让警方介入调查才能找到方案破案，避免更多人也受害。
陈锦松表示，这起事件损害了宽柔中学的形象和声誉，也动摇了华社对独中长期以来的信任。教育工作者必须正视问题本质，不能仅止于危机处理或形象维护，而应承担起系统性反思与改革的责任，这些事件共同映照出我国校园内性教育与权力伦理教育的空缺。在数码时代与性别平权并进的时代，传统体制已无法面对技术所放大的行为偏差与认知断裂。